# Baza wojskowa Salem
Baza wojskowa Salem (ang. Camp Salim) – baza wojskowa Sił Obronnych Izraela znajdująca się przy kibucu Giwat Oz na północy Izraela. Jest on położony w bezpośrednim sąsiedztwie przejścia granicznego Salem umożliwiającego wjazd do Autonomii Palestyńskiej.

## Położenie
Baza wojskowa jest położona na zachodniej krawędzi Doliny Jezreel, na północy Izraela. Leży ona na północno-wschodnich zboczach wzgórz, które zamykają od południa Wadi Ara. Okoliczny teren opada w kierunku północno-wschodnim do Doliny Jezreel. Wzgórza są zalesione, natomiast dolina stanowi płaski intensywnie eksploatowany rolniczo teren. Leży ona przy dzielnicy Salem arabskiej miejscowości Ma’ale Iron, natomiast na północnym zachodzie znajduje się kibuc Giwat Oz. W bezpośrednim sąsiedztwie bazy przebiega mur bezpieczeństwa, oddzielający terytorium Autonomii Palestyńskiej od Izraela. Po stronie palestyńskiej są wioski Zububa i Rummanah.

## Historia
W wyniku I wojny izraelsko-arabskiej (1948–1949) w dniu 3 kwietnia 1949 został zawarty rozejm izraelsko-jordański. Wyznaczył on przebieg linii demarkacyjnej pomiędzy wojskami izraelskimi i jordańskimi. Linia ta przebiegała dokładnie w tym miejscu. Kolejne lata nie przyniosły jednak pokoju, i cała okolica była nieustannie niepokojona zamieszkami, atakami terrorystycznymi i wojnami. W wyniku wojny sześciodniowej w 1967, cała Samaria przeszła spod okupacji jordańskiej pod kontrolę izraelską, stając się Dystryktem Judei i Samarii. Rosnące niezadowolenie arabskie doprowadziło do wybuchu powstania Intifady (1987–1991). Poszukując sposobu rozwiązania konfliktu izraelsko-arabskiego, w 1993 zawarto porozumienia z Oslo, na mocy których utworzono Autonomię Palestyńską. Pomimo to, w 2000 wybuchło kolejne arabskie powstanie intifada Al-Aksa (2000–2004), które charakteryzowało się niezwykle wysoką liczbą zamachów terrorystycznych. W odpowiedzi, w 2002 rozpoczęto budowę muru bezpieczeństwa, który oddzielił terytorium Izraela od Autonomii Palestyńskiej. W 2003 powstał odcinek muru w tym rejonie.
Aby umożliwić ruch pieszych i pojazdów, wybudowano przejście graniczne Salem, które przez całą dobę jest obsługiwane przez żołnierzy Sił Obronnych Izraela oraz policję graniczną. Punkt kontrolny ma rozbudowaną infrastrukturę wojskową w postaci sąsiedniej bazy wojskowej Salem. Obowiązujące na przejściu procedury bezpieczeństwa umożliwiły uniknięcie kilku zamachów terrorystycznych. Podczas szczegółowych kontroli granicznych wykrywano ukryte bomby, broń i inne niebezpieczne materiały. Przy przejściu dochodziło także do strzelanin, w odpowiedzi na co izraelskie siły bezpieczeństwa przeprowadzały akcje represyjne w sąsiednich wsiach arabskich.

## Wykorzystanie
Baza wojskowa Salem służy 50 Batalionowi Spadochronowemu Baselet Brygady Nachal. Jest to elitarny związek taktyczny piechoty, którego żołnierze przechodzą liczne etapy kwalifikacji, a następnie specjalistyczne szkolenie spadochronowe. Batalion ten pierwotnie należał do Brygady Spadochronowej, ale w 1987 został oddelegowany do Brygady Nachal (został połączony z 950 Batalionem). Obecnie wykonuje on misje bezpieczeństwa w północnych obszarach przygranicznych Samarii oraz wzmacnia działania policji granicznej przy murze bezpieczeństwa. Brygada Nachal wchodzi w skład 162 Dywizji Pancernej (Ha-Plada) i podlega Centralnemu Dowództwu Sił Obronnych Izraela. Baza Salem służy batalionowi jako koszary i magazyn. W bazie mieści się także sąd wojskowy, lokalny urząd administracji terytoriami oraz mały posterunek policji granicznej.

## Transport
Przez przejście graniczne przechodzi droga nr 66, którą jadąc w kierunku północno-zachodnim dojeżdża się do kibucu Megiddo przy skrzyżowaniu z drogą nr 65 (można nią dojechać do pobliskiego miasta Afula). Natomiast po stronie palestyńskiej droga nr 66 prowadzi na południowy wschód do miasta Dżanin.